# Juli Seupeng
Juli Seupeng is een bestuurslaag in het regentschap Bireuen van de provincie Atjeh, Indonesië. Juli Seupeng telt 575 inwoners (volkstelling 2010).